# Unió de Colles Sardanistes
La Unió de Colles Sardanistes (UCS) és una institució que agrupa totes les colles de sardana esportiva. Es va fundar el 1958, a Barcelona, per tal de representar a les diferents colles d’aquesta ciutat, però de seguida s’estengué a tota Catalunya i al Rosselló. La UCS aglutina en règim federatiu colles d'arreu de Catalunya, però també qualsevol altra que ho sol·liciti, tot i essent colles de fora dels límits del Principat. El 2018, nombre de colles federades era de més de 250. Des del 1991, la UCS edita la revista trimestral Unió, dedicada a la cultura popular catalana.
La Junta de la UCS la integra un equip format pels càrrecs de presidència, secretaria, tresoreria i cinc vicepresidències, corresponents a cada una de les cinc demarcacions territorials (Barcelona Ciutat, Barcelona Comarques, Tarragona, Lleida i Girona). Des del 2015, la presidenta n'és Núria Escudé.
L'objectiu general d'aquesta institució és la difusió del sardanisme. Així, es dedica a l'organització de ballades, audicions, debats i cursos d’ensenyament de sardanes, i jornades de formació per a directors de colles, dansaires i jutges. A més, des del 1962, organitza el Campionat de Catalunya de Sardanes en diverses modalitats: lluïment i revessa. Des del 1990, inclou també punts lliures, i categories segons l'edat (grans, juvenils, infantils i veterans). La UCS organitza els campionats territorials de Barcelona ciutat, Barcelona comarques, Girona comarques, Tarragona comarques i Lleida comarques.
El 1985 cofundà la Coordinadora d’Entitats Sardanistes de Barcelona i el 1990 la Federació Sardanista de Catalunya. El 2018, la UCS va celebrar els seu 60è aniversari. Amb aquest motiu va organitzar, a Montblanc (Capital de la Sardana 2018), la 1a edició del campionat Copa Catalunya, amb el format «colla contra colla» i amb sardanes eliminatòries.
La institució disposa d’un arxiu, que comprèn 300 sardanes en propietat, i d’una biblioteca especialitzada.